# Goessel (Kansas)
|  | Dieser Artikel wurde aufgrund von inhaltlichen Mängeln auf der Qualitätssicherungsseite des Projektes USA eingetragen. Hilf mit, die Qualität dieses Artikels auf ein akzeptables Niveau zu bringen, und beteilige dich an der Diskussion! Folgende Mängel sollten behoben werden, bevor diese Markierung entfernt werden kann: Vollprogramm--Lutheraner (Diskussion) 13:23, 29. Mär. 2013 (CET) |

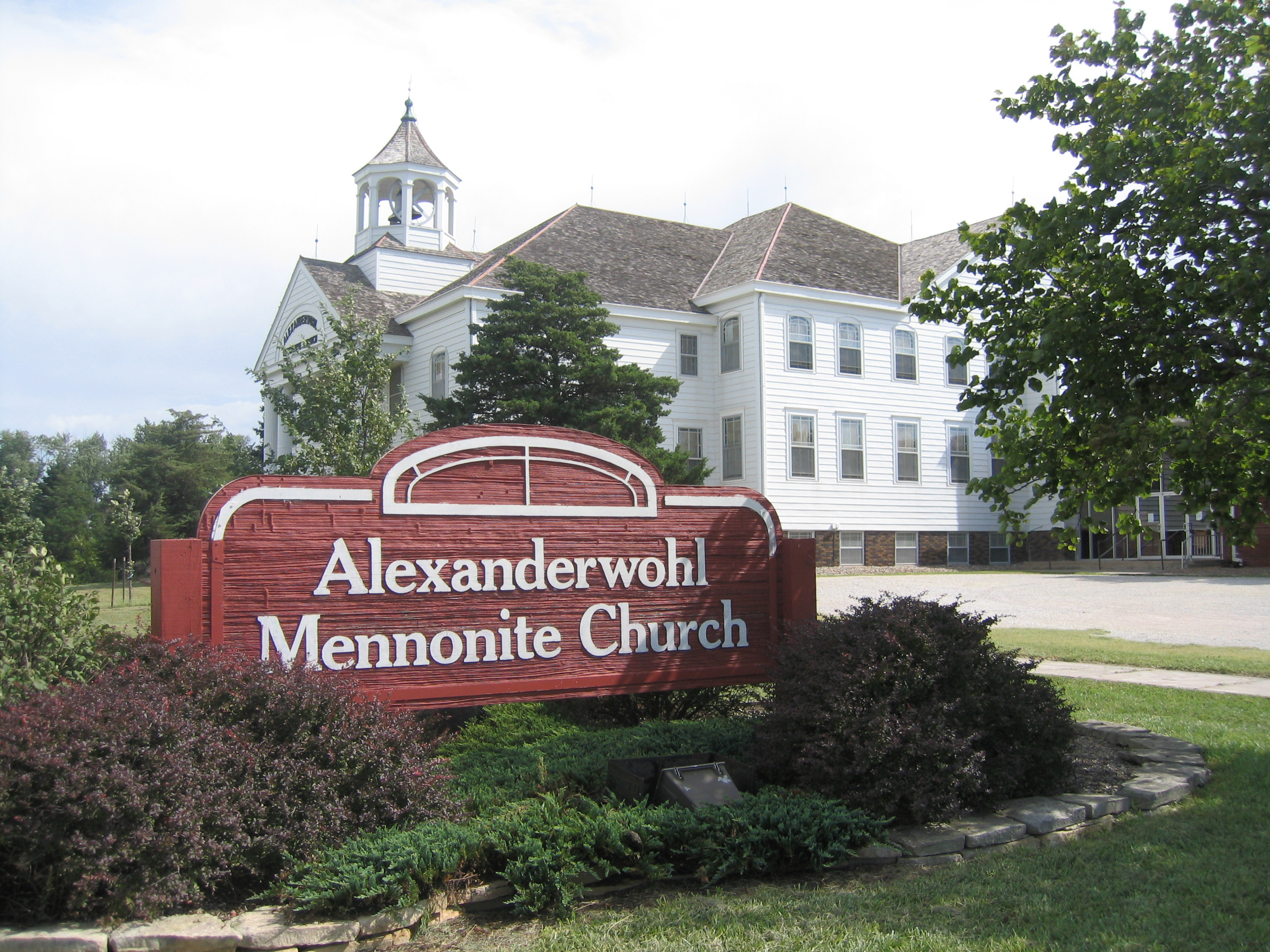
Mennonitenkirche in Goessel

Goessel ist eine Stadt in Marion County, Kansas,
Vereinigte Staaten. Die Stadt wurde nach Kapitän Kurt von Goessel benannt. Das U.S. Census Bureau hat bei der Volkszählung 2020 eine Einwohnerzahl von 556 ermittelt.

## Geographie
Goessel befindet sich an den Koordinaten (38,246972, −97,348178). Nach dem United States Census Bureau beträgt die Fläche der Stadt 0,91 km². Das Ortsgebiet ist unregelmäßig geschnitten, und das Straßengitter ist eingenordet.

## Bildung

### Schulen
Goessel ist Teil des Schulbezirks 411. In der Stadt befinden sich
- Goessel High School, 100 E Main St.[5]
- Goessel Junior High School, 100 E Main St.[6]
- Goessel Elementary School, 500 E Main St.[7]

## Söhne und Töchter der Stadt
- Shirley Knight (1936–2020), Schauspielerin